# Luigi Gatti (Komponist)
Luigi Gatti (* 11. Juni 1740 in Lazise; † 1. März 1817 in Salzburg) war ein italienischer Komponist der Klassik und katholischer Priester.

## Leben
Luigi Gatti wurde 1740 als Sohn des Organisten Francesco della Gatto in Lazise geboren. Seine Ausbildung erhielt er in Mantua, wo er zum Priester geweiht wurde und Tenor an der Kirche Santa Barbara war. Der Kapellmeister Giovanni Battista Pattoni (1713–1773) erwähnte ihn 1768 als einen „zuverlässigen Tenor,…guten Organisten und Komponisten“. Auch seine erste Oper Alessandro nell’Indie wurde in Mantua aufgeführt. 1770 begegnete Gatti der Familie Mozart auf deren erster Italienreise und kopierte eine von Wolfgang Amadeus Mozarts Messen.
Seit dem Tode von Hofkapellmeister Giuseppe Lolli (1701–1778) suchte Fürsterzbischof Hieronymus Graf Colloredo (1732–1812) in allen italienischen Städten sowie in Wien, Prag und Königgrätz nach einem Nachfolger, und da Ferdinando Bertoni (1725–1813) nicht zur Verfügung stand, wurde (über Empfehlung von Anton Theodor von Colloredo-Waldsee-Mels, Erzbischof von Olmütz) 1783 Luigi Gatti (letzter) fürsterzbischöflicher Hofkapellmeister in Salzburg. Die Folge war eine gewisse Missstimmung mit Leopold Mozart, dessen Bewerbung für diese Position abgelehnt worden war. Zwischen 1801 und 1803 half Gatti Wolfgang Amadeus Mozarts Schwester Nannerl bei der Suche nach bis dahin unbekannten Werken Mozarts. In diesem Zusammenhang korrespondierte er bis 1804 mehrmals mit dem Verlag Breitkopf & Härtel.
Es war seinerzeit durchaus üblich, Teile aus populären Opern mit einem geistlichen Text zu unterlegen, was im 18. Jahrhundert als wenig anstößig galt und eher als eine Aufwertung der Musik verstanden wurde. So stellte Gatti, indem er Teile von Joseph Haydns Oratorium Die Schöpfung umarbeitete, seine Schöpfungsmesse zusammen.
Zu Lebzeiten Gattis wurden nur wenige Werke veröffentlicht, obwohl in den Salzburger Archiven zahlreiche Manuskripte und Abschriften vorhanden waren.
Luigi Gatti verstarb am 1. März 1817 und wurde auf dem Sebastiansfriedhof, Salzburg, begraben.

## Werke (Auswahl)
Opern
- Alessandro nell’Indie (Libretto: Pietro Metastasio, 1768, Mantua)
- Nitteti (Libretto: Pietro Metastasio, 1773, Mantua)
- Armida (Libretto: Giovanni De Gamerra, 1775, Mantua)
- L’olimpiade (Libretto: Pietro Metastasio, 1775, Salzburg)
- Antigono (Libretto: Pietro Metastasio, 1781, Mailand, zusammen mit Pasquale Anfossi)
- Demofoonte (Libretto: Pietro Metastasio, 1787, Mantua)

Andere Vokalwerke
- Virgilio e Manto (Kantate, 1769, Mantua)
- Il certame (Kantate, 1771, Mantua)
- Cantata per il matrimonio dell’Arciduca Ferdinando (1775, Mantua)
- Cantata in lode del Principe Arcivescovo di Olmütz (1778, Mantua)
- L’isola disabitata (Kantate, Text von Pietro Metastasio, 1783, Salzburg)
- Cantata per il glorioso anniversario del ingresso in Salisburgo di l’Arcidurca Ferdinando (um 1804, Salzburg)
- Cantata per le nozze dell’imperatore Francesco I con Luigia d’Este (1808)
- Inno per una voce e pianoforte (mit deutschem Text, 1812, Salzburg)
- Cantata per il giorno dell’Epifania
- Ah! Se a me fosse concesso (Kantate für Sopran und Orchester)
- Christus verurtheilet per 4 voci (Salzburg)
- Cantata tedesca per Hyeronimus Colloredo
- Il sacrificio ad amore (Kantate)

Oratorien
- La madre dei Maccabei (1775, Mantua)
- La morte d’Abel (1778, Salzburg)
- Il martirio dei Santissimi Nazario e Celso (Brescia, 1780)
- Il voto di Jefte (1794,  in Zusammenarbeit mit Luigi Caruso)
- Abels Tod (1806, Salzburg, Neuvertonung von La morte d’Abel)
- Il tronfo di Gedeone

Kirchenmusik
- 20 Messen
- Requiem
- 3 Litaneien
- 18 Vespern
- 48 Offertorien
- 2 Regina coeli
- 2 Miserere
- 2 Te Deum

Instrumentalmusik
- Concerto per clavicembalo, fagotto e violino
- Concerto per clavicembalo e orchestra
- 2 Sinfonien
- Ouverture in D-Dur
- Concerto per violino, viola, violoncello, basso, 2 oboi, 2 corni e orchestra
- Serenata per 2 violini, oboe, 2 corni, fagotto e archi (1792, Salzburg)
- Adagio per oboe e orchestra
- Marcia per flauto e archi
- 2 Septuor concertante per oboe e archi
- Sestetto
- Quintetto per oboe e archi
- Quartetto per oboe e archi
- Quartetto per oboe, violino, viola e basso continuo (1806)
- Trio per clarinetto, viola e violoncello
- Trio per 2 flauti e basso
- Divertimento per 2 flauti e basso
- Divertimento per violino e violoncello e basso
- Divertimento per violino, corno inglese e clavicembalo
- Adagio per organo e violoncello
- 7 Sonaten für Violine und Viola
- Sonate für Flöte und Viola
- Sonate für Cembalo und Cello
- Sonata terza für Flöte/Violine, Cello und Cembalo

Ballettmusiken
- Germanico in Germania (1777, Mailand)
- Il ratto delle Sabine (1780, Mantua)
- La grotta di Merlino (1808, Salzburg)